# Posse de drogas
Posse de drogas é o crime de ter uma ou mais drogas ilegais em posse de alguém, seja para uso pessoal, distribuição, venda ou outro. As drogas ilegais se enquadram em diferentes categorias e as sentenças variam de acordo com a quantidade, tipo de droga, circunstâncias e jurisdição. Uma pessoa tem posse de drogas se tiver controle físico real das drogas (tendo drogas nas mãos, por exemplo) ou se as drogas estiverem no corpo dessa pessoa. Uma pessoa também tem posse de drogas se tiver o poder e a intenção de controlar sua disposição e uso. 
Nos Estados Unidos, a pena por posse e venda de drogas ilegais pode variar de uma pequena multa a uma sentença de prisão. Em alguns estados, o porte de maconha é considerado uma ofensa insignificante, com a pena comparável à de uma violação em alta velocidade. Geralmente, no entanto, o porte de drogas é um crime passível de prisão, com repercussões que incluem multas altas e possível encarceramento ou liberdade condicional.
Em Cingapura, 70% das execuções são por crimes relacionados a drogas, o que abrange a posse de drogas. Existe uma lei nacional de controle de drogas conhecida como Lei do Uso Indevido de Drogas, usada para avaliar e determinar otráfico de drogas. O porte de drogas pode ser responsável por prisão, caning e pena de morte, com base na quantidade de drogas controladas que uma pessoa possui. 

### Porte de Drogas no Brasil
No Brasil, o porte para uso pessoal é criminalizado com base no artigo 28 da Lei de Drogas (Lei nº 11.343),  que pune quem “adquirir, guardar, tiver em depósito, transportar ou trouxer consigo, para consumo pessoal, drogas sem autorização ou em desacordo com determinação legal ou regulamentar”.
As penas são mais leves do que os outros crimes relacionados às drogas, não havendo penas restritivas de liberdade, mas apenas a previsão legal de advertência sobre os efeitos das drogas (Inciso I); prestação de serviços à comunidade (Inciso II) e medida educativa de comparecimento a programa ou curso educativo (Inciso III).
Caso o apenado recuse-se a cumprir essas medidas, o juiz ainda poderá, de forma a coagi-lo a cumpri-las, com base no § 6º do referido artigo, utilizar de admoestação verbal (Espécie de intimidação verbal, informando as consequências do descumprimento da determinação legal) ou multa.

### Porte de Drogas X Tráfico de Drogas
Um aspecto relevante a ser abordado com relação ao tema é a diferenciação do crime de porte de drogas do crime de tráfico de drogas. Enquanto o crime de porte detalhado anteriormente está disposto no art. 28 da Lei n. 11.343/2006 e é determinado por apenas cinco verbos, o crime de tráfico encontra-se no art. 33 da mesma lei e tem sua conduta tipificada por dezoito verbos diferentes. A pena para estes dois crimes também é diversa, enquanto o porte de drogas pode ser punido por advertências, prestações de serviços e medidas educativas, a pena por tráfico de drogas pode chegar a 15 anos de prisão.
A questão é que, em que pese a enorme distância entre os dois crimes, a diferenciação entre porte e tráfico não está clara na lei, visto que não há qualquer critério objetivo estabelecido para que se possa distinguir o usuário do traficante no Brasil e os critérios legais mencionados no parágrafo 2º do art. 28 são insuficientes e cercados de subjetividade.
A ausência de um limite quantitativo para que a droga apreendida seja vinculada ao uso pessoal, e não ao crime de tráfico, é o que faz com que, na prática, sejam criados critérios próprios para cada autoridade policial, dando margem a diversas injustiças.
Nesse sentido, uma discussão recorrente no cenário brasileiro atual é a respeito do estabelecimento de um critério objetivo para a distinção entre os crimes de tráfico e de porte de drogas, qual seja, a quantidade de droga, parâmetro este com natureza de presunção relativa baseado na experiência internacional, nos padrões nacionais de consumo de drogas ilícitas, e na própria jurisprudência da Corte, e que poderia ser desconsiderado fundamentadamente pelo juiz competente, caso os outros critérios legais indicassem o contrário.

### Descriminalização do consumo pessoal de drogas no Brasil
Neste panorama, o debate acerca da descriminalização do porte de entorpecentes deu ensejo ao Recurso Extraordinário n. 635.659, do STF, cujo julgamento se iniciou no dia 20 de agosto de 2015 e teve por objetivo a discussão acerca da inconstitucionalidade do artigo 28 da Lei n. 11.343/06, no ponto em que criminaliza o porte de pequenas quantidades de entorpecentes para uso pessoal. 
Para o Ministro Gilmar Mendes, relator do recurso, há uma desarmonia entre a criminalização das condutas relacionadas ao consumo pessoal e os objetivos estabelecidos pelo legislador em relação aos usuários e dependentes, potencializada pela ausência de critérios objetivos para distinguir posse e tráfico, de modo que se torna evidente a inadequação e desproporcionalidade da norma prevista no art. 28 do Código Penal.
O Ministro Luís Roberto Barroso acompanha o relator e afirma, em seu voto,  que a política de drogas atual, pautada na repressão violenta (guerra às drogas) e criminalização, é falha, uma vez que não reduziu o consumo - nem mesmo o comércio - de entorpecentes, contribuindo, de forma expressiva, para o encarceramento em massa. Defende, desse modo, a descriminalização do consumo de pequenas quantidades de maconha (droga que ensejou o recurso). Sugere, ainda, um critério quantitativo de até 25 gramas para distinguir usuário de traficante. 
O Ministro Luiz Edson Fachin pontuou, em contraponto, que não cabe ao Poder Judiciário definir parâmetros de distinção entre usuário e traficante, e sim ao legislador. Asseverou que o recurso extraordinário, por estar sob a sistemática da repercussão geral, possibilita que a Corte possa extrapolar os limites do pedido que foi formulado, a fim de que seja firmada uma tese acerca do tema. Enfatizou, em seu voto, que se dará estrita observância ao fato em questão, para que a Corte possa chegar à definição da constitucionalidade ou não da criminalização do porte de maconha com o único objetivo de consumo próprio, haja vista os direitos fundamentais de liberdade, autonomia e privacidade.
Por fim, ainda faltam os votos dos ministros Luiz Fux, Rosa Weber, Ricardo Lewandowski, Cármen Lúcia, Dias Toffoli, Alexandre de Moraes e Nunes Marques, que definirão qual o caminho que o país irá tomar em relação ao tema. 

Cabe ressaltar, desse modo, que a descriminalização do consumo não significa legalizar as drogas, mas censurar a conduta por meio de medidas não judiciais, o objetivo, desse modo, não é incentivar o consumo, mas tratar a causa do problema sob a perspectiva da saúde pública, que muitas vezes fica esquecida no meio da guerra às drogas. 